# Wintringham
Wintringham – wieś w Anglii, w hrabstwie North Yorkshire, w dystrykcie (unitary authority) North Yorkshire. Leży 36 km na północny wschód od miasta York i 295 km na północ od Londynu.